# Заруб (Брянская область)
Заруб — летописный город в Смоленском княжестве, находившийся на реке Десне в районе нынешнего села Рогнедино Брянской области.

## Название
В. С. Картавенко предполагает, что название древнерусского города Заруб связано с устройством засек, оборонительных засечных линий, укреплений из поваленных деревьев. Город мог представлять собой укреплённый пункт на засеке, зарубе. Не исключено также, что смоленский Заруб получил своё название по имени Заруба в Киевской земле. Перенос названий городов был распространённым явлением в то время.

## История
Являлся центром одноимённой смоленской волости, упомянутой в грамоте великого князя киевского Ростислава Мстиславича в 1136 году и в летописи под 1168 годом. Город являет собой образец поселения города-замка, где была сконцентрирована жизнь княжеского семейства. Такие крепости-замки строились с целью обороны Смоленского княжества от самого беспокойного его соседа — Черниговского княжества. По мнению брянских и смоленских исследователей, Заруб принадлежал в 1160-х годах княжне Рогнеде Мстиславне, родной сестре великого киевского князя Ростислава Мстиславича, основавшего соседний Рославль. Именно в Зарубе Ростислав Мстиславич и скончался в 1167 году. На этот период приходится расцвет Заруба. Время жизни поселения — от начала XII до второй половины XIII века.
На порубежный город частыми были вражеские набеги. Вал малой площадки перестраивался дважды, а вал большой — 4 раза. Возможно, город-крепость был уничтожен, так как при раскопках обнаружены останки воинов в
кольчугах. Одним из известных боестолковений был поход полков Брянского княжества на Смоленск в 1285 году, в ходе которого был сожжён Заруб.

## Городище
С 1969 года Ленинградским отделением института археологии Академии наук СССР под руководством доктора исторических наук П. А. Раппопорта начались раскопки у села Осовик Рогнединского района. Городище расположено у северной окраины села Осовик, на правом берегу реки Десны, возвышаясь над поймой реки на 16 метров, с запада обрываясь в долину речки Серебрянки. Городище состоит оно из двух площадок — очень маленького детинца треугольной формы (25–30 метров) и окольного города (120–100 метров). Детинец
защищён оплывшим валом высотой до 2 метров и рвом такой же глубины. Вал окольного городка хорошо сохранился и имеет высоту более 4 метров, а глубина рва 3,5 метра. Основу вала окольного города составлял ряд деревянных клетей забитых землей. По мнению П. А. Раппопорта, на месте городища был древнерусский город Заруб. Археологами были зафиксированы 52 наземные, почти квадратные, срубные постройки с дощатым полом. В жилых помещениях обнаружены остатки глинобитных круглых печей, в большинстве приподнятые на срубных опечках. Собран разнообразный вещевой материал: орудия труда и оружие, замки, ключи, стеклянные браслеты, шиферные пряслица, гончарная керамика и прочее. Найдены остатки железоплавильных печей, обломки сопла, шлак и крицы.

## Альтернативная версия локализации
Существует версия о тождественности летописного Заруба с населённым пунктом Зарубы Дубровенского района Витебской области, поскольку топоним Заруб в окрестностях Рогнедина сегодня неизвестен. Автор данной версии аргументирует, что Рогнедино могло быть не единственным владением Рогнеды Мстиславны, а Зарубы расположены на более прямом пути из Смоленска в Киев, которым могли везти больного князя Ростислава Мстиславича.